# Ilhéus
Ilhéus este un oraș în statul Bahia (BA) din Brazilia.
- Brasilheus (English + Português)